# Guerre civile de Byzance (1352-1357)
interventions bulgares, serbes et ottomanes
La guerre civile de Byzance (1352-1357) fut la troisième guerre civile dans l’Empire byzantin au cours du XIVe siècle. Elle opposa l’empereur Jean V Paléologue à l’empereur Jean VI Cantacuzène et à son fils Mathieu. Jean V en sortit victorieux et demeura seul empereur ; Jean VI pour sa part dut se retirer dans un monastère où il écrira une « Histoire » qui demeure l’une de nos principales sources pour cette période; son fils Mathieu fut autorisé à se retirer en Morée où il régna comme despote avec son frère Manuel.
Cette guerre permet aux Ottomans de prendre pied en Europe. Ruiné par les guerres civiles, réduit à sa capital, ses environs immédiats et quelques territoires épars et sans cohésion, l’empire byzantin est également privé des ressources commerciales qui avaient fait sa richesse, celles-ci étant aux mains des républiques italiennes de Venise et de Gênes  dont les comptoirs commerciaux sont installés dans les anciens territoires de l’empire.

## Contexte historique
Une première guerre civile avait opposé de  1321 à 1328 l’empereur byzantin Andronic II Paléologue à son petit-fils Andronic III. Elle devait se terminer par la victoire d’Andronic III qui força son grand-père à abdiquer en sa faveur.
À la mort d’Andronic III dans la nuit du 14 au 15 juin 1341, ce fut son principal adjoint et ami personnel, Jean Cantacuzène, qui s’installa comme régent pour le jeune Jean V âgé de neuf ans sans toutefois avoir été formellement désigné à ce poste par l’empereur défunt,. Alors que Cantacuzène était absent de Constantinople, un coup d’État mené au mois de septembre par Alexis Apokaukos, ancien ministre des finances, maintenant commandant de la marine impériale, et le patriarche Jean XIV Kalékas obtint l’appui de l’impératrice Anne et établit une nouvelle régence,. En réponse à ce défi, l’armée et les partisans de Cantacuzène proclamèrent ce dernier coempereur en octobre, creusant ainsi le fossé entre lui et la nouvelle régence, et jetant les bases d’un conflit armé,.
Les forces de la nouvelle régence semblèrent prévaloir au cours des premières années du conflit. À la suite de nombreux soulèvements antiaristocratiques, notamment ceux des Zélotes de Thessalonique, la plupart des villes de Thrace et de Macédoine tombèrent aux mains de la régence,. Cantacuzène réussit à renverser la situation avec l’aide d’Étienne Dušan de Serbie et d’Umur Bey, émir d’Aydin. En 1345, malgré la défection de Dušan qui passa dans le camp opposé et le retrait d’Umur, il parvint à conserver ses gains grâce à l’appui du sultan ottoman Orhan,. Le meurtre du mega dux Apokaukos en juin 1345 porta un dur coup à la régence,. Proclamé formellement empereur à Andrinople en 1346, Cantacuzène entra dans Constantinople le 3 février 1347. Au terme de l’accord passé avec ses adversaires, il devait régner pendant une période de dix ans à titre d’empereur principal et de régent, puis à la majorité de Jean V, comme coempereur avec ce dernier,.
Cet accord toutefois devait s’avérer éphémère. Les partisans de Cantacuzène auraient préféré que Jean VI dépose simplement la famille des Paléologue et crée sa propre dynastie. Le fils ainé de Jean Cantacuzène, Mathieu, prit également ombrage du fait qu’il se voyait mis de côté au profit du fils ainé de Jean V, Andronic Paléologue, alors qu’en 1341 il avait épousé Irène Paléologue, rapprochant ainsi les deux familles,.

## Du début de la guerre civile à l’abdication de Jean VI

L’Empire byzantin (rouge) en 1355. Il possède encore la moitié sud de la Morée, la Chalcidique et la Thrace.

Lorsqu’en mai 1346 Jean VI Cantacuzène fut couronné une première fois à Didymotique, il refusa catégoriquement que son fils Mathieu soit proclamé coempereur. Il tenta d’apaiser la colère de ce dernier en lui permettant de porter tous les insignes impériaux à l’exception de la couronne et en lui donnant en apanage la Thrace orientale. Celle-ci s’étendait de Didymotique à Christoupolis sur la côte égéenne et était d’autant plus importante qu’elle se situait à la frontière de l’empire serbe de Stefan Uroš IV Dušan, maintenant allié à la régence de l’impératrice-mère et du patriarche. L’Empire serbe s’étendait désormais jusqu’à l’Épire et seule Thessalonique, toujours aux mains des Zélotes, lui résistait. Quant à l’Empire byzantin, il était réduit à des fragments de territoires qui ne communiquaient entre eux que par la mer : une partie de la Thrace, les iles du nord de la mer Égée, Thessalonique et divers territoires du lointain Péloponnèse,.
En 1350, alors que les Serbes se rapprochaient dangereusement de Thessalonique, les Zélotes firent appel à Jean VI Cantacuzène, lequel venu par la mer, y laissa Jean V comme gouverneur,. Pendant ce temps continuait la « guerre des Détroits » opposant Gênes et Venise pour le contrôle de ces détroits qui permettaient de passer de la Méditerranée à la mer Noire. Abandonné à deux reprises par les Vénitiens, Jean VI dut signer un traité avec les Génois qui interdisait à toutes fins pratiques le commerce du blé, source de profits essentiels, aux marchands byzantins. Les Vénitiens pour leur part offrirent à Jean V un prêt de 40 000 hyperpères en échange de l’ile de Ténédos qui contrôlait l’entrée des détroits à condition qu’il se soulève contre Jean VI.
Après avoir arraché à l’Empire byzantin près de la moitié du territoire qui lui restait et avoir doublé celui de son propre empire, Stefan Dušan, qui avait pris en 1346 le titre impérial et s’intitulait depuis « empereur des Serbes et des Grecs », offrit de son côté à Jean V un appui tout aussi intéressé. On dut à l’intervention de l’impératrice Anne de Savoie d’éviter la reprise de la guerre civile grâce à une médiation qui donnait à Jean V un apanage en Thrace, lequel comprenait Didymotique et une partie des territoires de Mathieu Cantacuzène que l’on dédommageait en lui accordant Andrinople. Cette médiation ne suffit pourtant pas à satisfaire Jean V Paléologue qui avec l’aide de troupes vénitiennes et serbes reprit bientôt les hostilités contre Mathieu Cantacuzène, forçant ce dernier à se réfugier dans la forteresse d’Andrinople en 1352.
La guerre civile recommençait.
Jean VI  qui, abandonné par les Serbes, s’était tourné vers les dynastes turcs, d’abord, puis vers les Osmanlis, signant en 1345 une entente avec le sultan Orhan, se porta alors au secours de son fils et rétablit la situation avec l’aide de forces turques qui en profitèrent pour piller la ville et ses environs. Mathieu appela alors à l’aide les Bulgares et les Serbes; Stefan Dušan lui envoya une cavalerie de 4 000 hommes. Jean VI pour sa part reçut d’Orhan un nouveau corps de 10 000 hommes conduits par le fils de ce dernier, Soliman. Le sort de l’Empire byzantin se jouait ainsi entre Serbes et Osmanlis : Jean V et les forces turques furent défaites.
Jean VI se décida alors à donner à son fils Mathieu le titre impérial : celui-ci fut fait coempereur en 1353. Toutefois, la situation de Jean Cantacuzène devenait de plus en plus intenable. Son implication dans la lutte qui avait vu la chute du patriarche Jean Kalékas et le conflit hésychaste lui avait valu l’hostilité d’une partie du haut-clergé; la population voyait avec horreur l’installation progressive des Turcs dans la péninsule de Gallipoli; le commerce byzantin sombrait dans les querelles entre Vénitiens et Génois qui se disputaient les faveurs impériales. Jean VI était maintenant considéré par la population comme celui qui « avait piétiné la foi de leurs pères pour les livrer en esclavage à l’infidèle impie ».
Jean V pour sa part ne restait pas inactif. Il s’assura des services d’un corsaire génois, Francesco Gattilusio ; leur alliance oblige le Génois à mettre à disposition de Jean V ses deux galères et est cimentée par la mariage de de Marie, la fille de Jean, laquelle apporterait à titre de dot l’ile de Lesbos, la plus grande des iles encore entre les mains des Byzantins. En novembre 1354, Jean Paléologue réussit à entrer dans Constantinople où ses partisans l’accueillirent en triomphe. Sentant la partie perdue, Jean VI renonçant à la violence conclut avec son adversaire un accord prévoyant un partage du pouvoir entre les deux, une amnistie pour leurs partisans;  Mathieu pour sa part pourrait conserver son titre impérial à Andrinople.
Toutefois, les difficultés que soulevait un tel accord furent telles que le 4 décembre 1354, Jean Cantacuzène abdiqua pour se retirer au monastère de Saint-Jean des Manganes puis à celui de Charsaneitès  où il écrivit sa célèbre « Histoire » dans laquelle il justifiait son activité, ainsi que différents traités de théologie défendant la doctrine hésychaste,,. Maintenant seul empereur, Jean V maintint de bonnes relations avec son prédécesseur qu’il continua à consulter sur les affaires de l’État ; il semble bien par ailleurs que Jean Cantacuzène ne complota jamais pour le remplacer soit à son propre profit, soit à celui de ses fils.

## Jean V contre Mathieu Cantacuzène

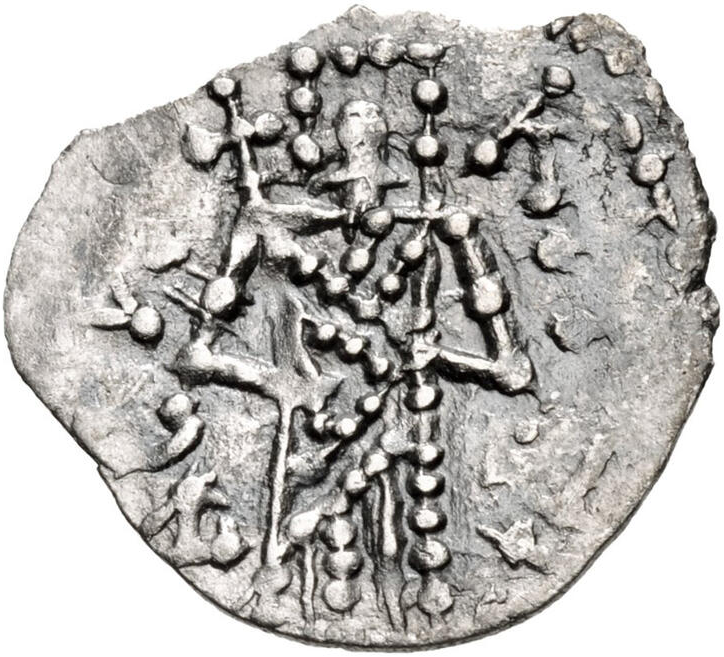
Monnaie émise par Mathieu en tant qu’empereur. La pauvreté de la facture illustre l’état de l’économie à l’époque.

L’abdication de Jean VI ne devait toutefois pas mettre un terme à la guerre civile. Restait en effet Mathieu Cantacuzène qui gouvernait son territoire de Thrace.
Au printemps 1355, Jean V avait conclu un accord avec ce dernier : Mathieu conserverait son titre d’empereur associé, mais quitterait la Thrace pour aller remplacer son frère Manuel alors despote de Morée. Ce dernier garderait son titre, mais se retirerait dans l’ile de Lemnos,.
L’accord, on s’en doute, ne fut pas mis en application ; bien plus, Mathieu entendit des rumeurs à l’effet que Jean voulait le faire assassiner. La même année, Stefan Dušan mourait alors qu'il préparait son armée pour marcher sur Constantinople. Il fut remplacé par son fils, Stefan Uroš V, pendant le règne duquel l’empire serbe se démembrera. Mathieu, toujours en Thrace et à la tête d’une armée turque comprenant 5 000 hommes, profita du changement de régime pour attaquer Serres, capitale serbe de Jean Ugleisha et de la mère de Stefan Uroš. Ce dernier envoya une armée pour venir au secours de sa mère. Cette armée était commandée par le comte de Drama (une forteresse près de Serres) du nom de Vojihna. Serbes et Turcs se battirent entre eux et les Serbes l’emportèrent. Mathieu fut capturé et livré contre rançon à Jean V qui devenait ainsi seul maitre de l’empire. Mathieu fut détenu pendant quelque temps à l’ile de Ténédos, puis avec sa famille dans celle de Lesbos.
Alors qu’il y était détenu, un groupe de ses partisans voulurent prendre d’assaut le palais impérial de Constantinople pour s’emparer de Jean V et échanger la libération de celui-ci contre celle de Mathieu. Le complot fut découvert et les conjurés arrêtés. Le père de Mathieu, maintenant connu sous le nom monastique de Joasaph, intervint : Mathieu renonça finalement à son titre impérial au cours d’une cérémonie solennelle en décembre 1357 à Épibatai sur la mer de Marmara. S’il conservait sa priorité au sein de la famille impériale, il renonçait au droit de succession pour ses deux fils, Jean et Démétrios qui  reçurent respectivement les titres de despote et de sébastocrator. Quant à Mathieu, en 1361 il put se retirer en Morée où il régna avec son frère Manuel jusqu’à la mort de ce dernier en 1380. Il continuera alors à régner seul jusqu’à ce qu’il décide de se retirer dans un monastère en 1382 ou 1383. Son fils, Demitrios lui succéda brièvement avant que la suzeraineté du territoire ne revienne à la famille Paléologue,.

## Conséquences
Pour le byzantiniste Donald M. Nicol, « L’année 1354 peut être retenue comme celle à partir de laquelle l’Empire byzantin ne pouvait plus se sauver, ni être sauvé ».
L’émiettement du territoire de l’empire avait conduit à sa partition en territoires autonomes, ce qu’avait obstinément refusé Andronic III. L’hyperpère était dévalué et les coffres de l’État résolument vides.
Les plus hautes charges de l’État avaient été tellement dénaturées que l’on ne savait plus exactement ce que recouvraient les titres dont elles étaient parées.
Enfin, chose plus grave encore, la conquête ottomane de la presqu’ile de Gallipoli en 1354 marquait le début de l'expansion territoriale turque en Europe.